# Amparo Barayón
Amparo Barayón Miguel (Zamora, 8 de maig de 1904 - íd. 11 d'octubre de 1936) fou una pianista i activista anarquista i feminista espanyola.
Filla d'uns comerciants zamorans, Antonio Barayón Azcona e Isabel Miguel Vaquero, era professora de piano i a la seva ciutat tingué una vida molt activa en l'ambient cultural. Va actuar al Nou Teatre de Zamora, al 1922, i a la Unión Radio de Salamanca, al 1927. També va formar part de l'Associació Musical de Zamora, que va contribuir a crear, i al 1930 va ser membre fundadora de la Societat Filharmònica i formà part de la comissió que promogué El Ateneo de Zamora. Col·laborà en la premsa local, com la revista Juventud, El Mercantil i el Heraldo de Zamora, on publicà crítica teatral amb el pseudònim de Miguelina Ascona.
Treballant a Telefónica es va traslladar a Madrid, on s'afilià a la CNT. En perdre la feina per haver participat en la vaga de l'empresa el 1931, va passar a treballar a l'Institut d'Investigacions Agronòmiques del Ministeri d'Agricultura, mentre impartia també classes de piano i feia recitals.
Va conèixer l'escriptor i també anarquista Ramón J. Sender, s'hi casà en cerimònia civil el 1935 i va tenir dos fills. Quan es va produir el parcialment fallit cop d'estat que més tard va donar lloc a la Guerra Civil es trobava amb la seva família a la serra de Guadarrama de vacances, a la poblacció de San Rafael (Segòvia). Coneguts els esdeveniments, el seu marit es va dirigir a Madrid per refugiar-se, mentre que li va recomanar a ella que marxés amb els seus fills a Zamora per considerar-ho un lloc segur. Una vegada allí, va ser delatada a les tropes franquistes i portada a presó al costat de la seva filla de set mesos. Va estar a la presó des del 29 d'agost fins a l'11 d'octubre i aquell dia fou portada pels falangistes fins a les tàpies del cementiri de la ciutat, on fou afusellada, unes setmanes després que els seus dos germans també haguessin patit la mateixa fi.
El seu marit, Ramón J. Sender, s'exilià a Mèxic i Estats Units i els seus fills van ser donats pel seu pare en adopció a una família estatunidenca el 1939. El seu fill, Ramón Sender Barayón, que és escriptor, en conèixer l'existència de la seva mare biològica, va demanar informació sobre ella en una crida pública feta en la premsa espanyola, i va escriure el 1988, en memòria de la seva mare, l'obra Una muerte en Zamora. La seva filla Andrea Sender Barayón es va fer monja anglicana.